# 富岡定恭
富岡 定恭（とみおか さだやす、1854年12月24日（嘉永7年11月5日） -  1917年（大正6年）7月1日）は、日本の海軍軍人、華族。最終階級は海軍中将。男爵。

## 経歴
信濃国松代城下馬場町に松代藩海防隊隊長・富岡宗三郎定知の長男として生まれる。藩校文武学校を経て、1876年（明治9年）9月、海軍兵学寮（5期）を首席卒業。1878年（明治11年）までイギリス海軍戦艦「オーディシャス」（HMS Audacious）に乗組。海兵教授、艦政局兵器課、英仏派遣、造兵監督官（イギリス）、海軍大学校教官などを歴任。日清戦争では「厳島」副長として参戦。
さらに、「龍田」艦長、海軍兵学校教頭、「八雲」艦長、「敷島」艦長、軍令部第1局長を経て、1903年（明治36年）7月、海軍少将に進級。日露戦争においては早期開戦を求める山座円次郎、秋山真之ら湖月会の一員であった。戦中は海軍兵学校長を務める。その後、練習艦隊司令官を勤め、1907年（明治40年）3月、海軍中将となり、竹敷要港部司令官、旅順鎮守府長官を勤め、1911年（明治44年）12月、予備役に編入された。1914年（大正3年）11月5日、後備役となる。
1914年から1917年（大正6年）まで帝国在郷軍人会副会長を務める。1907年（明治40年）9月、男爵を叙爵し華族となる。

## 栄典
位階
- 1883年（明治16年）12月25日 - 正七位[2]
- 1890年（明治23年）1月17日 - 従六位[3]
- 1895年（明治28年）3月8日 - 正六位[4]
- 1898年（明治31年）3月8日 - 従五位[5]
- 1903年（明治36年）4月20日 - 正五位[6]
- 1907年（明治40年）5月10日 - 従四位[7]
- 1909年（明治42年）5月21日 - 正四位[8]
- 1911年（明治44年）12月20日 - 従三位[9]

勲章等
- 1892年（明治25年）5月28日 - 勲六等瑞宝章[10]
- 1895年（明治28年）
  - 9月27日 - 単光旭日章・功四級金鵄勲章[11]
  - 11月18日 - 明治二十七八年従軍記章[12]
- 1896年（明治29年）5月26日 - 勲五等瑞宝章[13]
- 1901年（明治34年）11月30日 - 勲四等瑞宝章[14]
- 1905年（明治38年）11月30日 - 勲三等瑞宝章[15]
- 1906年（明治39年）4月1日 - 勲二等旭日重光章・明治三十七八年従軍記章[16]
- 1907年（明治40年）9月21日 - 男爵 [17]
- 1910年（明治43年）11月28日 - 勲一等瑞宝章
- 1915年（大正4年）11月10日 - 大礼記念章[18]

## 親族
- 長男 富岡定俊（海軍少将）
- 娘婿 丸山寿美太郎（海軍大佐）・津留雄三（海軍大佐）・佐伯卯四郎（日本陶器社長・参議院議員）
- 弟 富岡延治郎（海軍機関少将）

## 関連事項
- 下瀬火薬- 下瀬火薬#歴史参照のこと。